# BRAVE IT OUT
《BRAVE IT OUT》是日本音樂團體GENERATIONS的第1张单曲，於2012年11月21日由rhythm zone发售。

## 概要
- A面曲《BRAVE IT OUT》是成員白濱亞嵐和佐野玲於主演，日本電視台電視劇《Sugarless》的主題曲。
- B面曲《ECHO》是近鉄Pass'e「Pass'e大感謝祭」的電視廣告歌曲。
- 此單曲有2個版本，分別有「CD+DVD」和「CD ONLY」。「CD+DVD」收錄了《BRAVE IT OUT》和《單戀》的Music Video。
- 在12月3日於公信榜单曲週排行榜取得第3位。

## 收錄内容

### CD
1. BRAVE IT OUT
（作詞：TomoMi、作曲：Jaakko Salovaara・Michelle Leonard・Drew Ryan Scott）
2. LET ME FLY
（作詞：P.O.S.、作曲：BACHLOGIC・SHIKATA・ERIK LIDBOM）
3. ECHO
（作詞：SHIKATA、作曲：MATS LIE SKARE・SHIKATA）
4. 單戀（片想い）
（作詞：EXILE ATSUSHI、作曲：江上浩太郎、編曲：Pochi）
5. BRAVE IT OUT (Instrumental)
6. LET ME FLY (Instrumental)
7. ECHO (Instrumental)
8. 單戀 (Instrumental)

### DVD
1. BRAVE IT OUT（Music Video）
2. 單戀（Music Video）